# Łozy (województwo mazowieckie)
Łozy – wieś w Polsce położona w województwie mazowieckim, w powiecie siedleckim, w gminie Paprotnia. Ma status sołectwa.
Wierni Kościoła rzymskokatolickiego należą do parafii św. Bartłomieja Apostoła w Paprotni.
W latach 1975–1998 miejscowość administracyjnie należała do województwa siedleckiego.

## Historia
Historia szlacheckiej wsi Łozy, gniazda rodziny Łoza herbu Korab.
O najstarszych dziejach wsi Łozy dowiadujemy się z książki Dzieje Sokołowa Podlaskiego i okolic, dokładniej z fragmentu rozdziału o osadnictwie rycerskim na Podlasiu, dotyczącym wsi Łozy, autorstwa dr Tomasza Jaszczołta.
Dokumenty nadawcze na wieś Łozy nie zachowały się, lecz należy przypuszczać, że tak jak w przypadku innych wsi drobnoszlacheckich, nastąpiło to na przełomie XIV i XV wieku a samo nadanie dotyczyło obszaru 10 włók (ok. 175 ha). Teren Podlasia stanowiły wtedy niezamieszkałe puszcze i pustkowia, był to teren pogranicza Litwy, Rusi i Mazowsza. Dla zabezpieczenia swoich wschodnich granic książęta mazowieccy w zamian za wojenne zasługi nadawali ziemię dla drobnego rycerstwa mazowieckiego, wielkopolskiego, z ziemi dobrzyńskiej, łęczyckiej oraz Małopolski. W zamian za nadanie rycerz musiał stawić się konno i uzbrojony na wezwanie księcia. Nadania książąt mazowieckich kontynuowali władcy litewscy z księciem Witoldem. Być może nadanie wsi nastąpiło za jego panowania a było nagrodą za udział w walkach z Krzyżakami.
W XV wieku Łozy nosiły nazwę Sieroce Łozy (Syroca Losza). Pierwsza wzmianka o Łozach pochodzi z 1450, w dokumentach Sądu Ziemskiego Drohickiego wymieniony jest Piotr, który to wyrokiem sądu otrzymał ojcowiznę po swoim ojcu Andralu (Andrzeju). Jak głosi również legenda, nadanie wsi otrzymał rycerz który to poległ w walkach z Krzyżakami. Chorągiew ziemi drohickiej brała udział w pościgu za Krzyżakami i oblężeniu Malborka.
Od momentu powstania tak jak cała ziemia drohicka Łozy weszły w skład Wielkiego Księstwa Litewskiego, a w 1520 powstało w strukturach administracyjnych Wielkiego Księstwa Litewskiego województwo podlaskie składające się z trzech ziem: bielskiej, mielnickiej i drohickiej. Ziemia drohicka posiadała tylko jeden powiat drohicki. Roki ziemskie czyli posiedzenia Sądu Ziemskiego Drohickiego odbywały się w Drohiczynie, a gdy Bug wylewał to w Mokobodach dla części południowej.
Sytuacja ta utrzymała się do 1569 kiedy to w wyniku Unii Lubelskiej powstała Rzeczpospolita Obojga Narodów, ziemia drohicka wraz z całym województwem podlaskim została przyłączona do Korony.
W 1795 nastąpił trzeci rozbiór Polski, Rzeczpospolita Obojga Narodów przestała istnieć.
W roku tym po trzecim rozbiorze tereny na których leżały Łozy znalazły się w granicach Galicji Zachodniej Austro-Węgier i stan taki utrzymał się do 1809. W tym okresie zaborca zażądał od polskiej szlachty potwierdzenia praw szlacheckich. W latach 1802–1809 legitymowała się ludność szlachecka z Galicji Zachodniej. W latach 1803–1804 wylegitymowały się ze szlachectwa we wsi Łozy rodziny: Łozów, Kobylińskich, Czarnockich, Paprockich.
W wyniku wojen napoleońskich w roku 1809 powstało Księstwo Warszawskie a wraz z niepowodzeniem wyprawy Napoleona na Rosję przestało istnieć już w 1815.
Po klęsce Napoleona i upadku Księstwa Warszawskiego omawiane tereny znalazły się pod panowaniem Rosji, powstało posiadające autonomię Królestwo Kongresowe. Łozy znalazły się obrębie pow. siedleckiego województwa podlaskiego. Po powstaniu listopadowym Królestwo Kongresowe utraciło swoją autonomię i weszło w skład Cesarstwa Rosyjskiego.
W 1837 województwo podlaskie zastąpiono gubernią podlaską, a w 1844 tereny te weszły w skład guberni lubelskiej z której to w 1867 wyłoniono gubernię siedlecką. Taki stan rzeczy przetrwał do 1915.
Po uzyskaniu niepodległości w 1918 Łozy znalazły się w gminie Tarków Wielki pow. siedleckiego, woj. lubelskiego.
W okresie tym nastąpiły we wsi bardzo ważne wydarzenia związane z procesem scalenia gruntów czyli tzw. komasacją. Proces ten przebiegał z przerwami do 1922, a ostatecznie został zakończony w 1927. W Archiwum Państwowym w Siedlcach w zespole Powiatowego Urzędu Ziemskiego sygnatury 65 i 66 oraz w Archiwum Państwowym w Lublinie w zespole Okręgowego Urzędu Ziemskiego zachowało się dużo materiałów archiwalnych z tego wydarzenia.
Po II wojnie światowej powstała Polska Rzeczpospolita Ludowa. Łozy weszły w skład gminy Paprotnia, powiat siedlecki, woj. warszawskie. Po reformie w 1975 powstało woj. siedleckie, a Siedlce stały się stolicą województwa. Ten podział administracyjny przetrwał do 1990, kiedy to przestała istnieć Polska Rzeczpospolita Ludowa, a powstała Rzeczpospolita Polska. Łozy były nadal w gminie Paprotnia, rej. siedleckim, woj. siedleckim. W 1998 wprowadzono nowy podział administracyjny, zgodzie z nim Łozy leżą w gminie Paprotnia, pow. siedleckim, woj. mazowieckim.
Łozy od momentu swego powstania należały do erygowanej w 1439 rzymskokatolickiej parafii Paprotnia, kościół istniał już prawdopodobnie wcześniej i powstał tak jak okoliczne wsie na przełomie XIV i XV wieku. Siedzibą parafii była Paprotnia Kościelna, oprócz niej istniały jeszcze w średniowieczu Paprotnia Podawce (dzisiejsze Podawce) i Paprotnia Krasy (wieś dziś nieistniejąca a leżąca na prawo od drogi Paprotnia–Łozy).